# Nodaria lophobela
Nodaria lophobela är en fjärilsart som beskrevs av Fletcher 1961. Nodaria lophobela ingår i släktet Nodaria och familjen nattflyn. Inga underarter finns listade i Catalogue of Life.